# 1517
| [ Edytuj tabelę ]                 | |
| Król Polski                       | - 1507 Zygmunt I Stary 1548 |
| Współksiążęta Andory              | - 1515 Joan d’Espés 1530 - 1513 Katarzyna z Nawarry 1517 - 1517 Henryk II 1555 |
| Król Anglii                       | - 1509 Henryk VIII 1547 |
| Władca Azteków                    | - 1502 Montezuma II 1520 |
| Elektor Brandenburgii             | - 1499 Joachim I Nestor 1535 |
| Książę Bawarii                    | - 1508 Wilhelm IV 1550 - 1516 Ludwik X 1545 |
| Sułtan Brunei                     | - 1473 Bolkiah 1521 |
| Cesarz Chin                       | - 1505 Zhengde 1521 |
| Król Czech                        | - 1516 Ludwik II Jagiellończyk 1526 |
| Król Danii                        | - 1513 Chrystian II 1523 |
| Dalajlama                         | - 1475 Gendun Gjaco 1541 |
| Cesarz Etiopii                    | - 1508 Lybne Dyngyl 1540 |
| Król Francji                      | - 1515 Franciszek I 1547 |
| Król Hiszpanii                    | - 1516 Karol I 1556 |
| Hrabia Holandii                   | - 1515 Karol I Habsburg 1555 |
| Szach Iranu                       | - 1501 Isma’il I 1524 |
| Władca Inków                      | - 1493 Huayna Capac 1527 |
| Lord Irlandii                     | - 1509 Henryk VIII Tudor 1542 |
| Cesarz Japonii                    | - 1500 Go-Kashiwabara 1526 |
| Kalif                             | - 1508 Al-Mutawakkil III 1517 - 1517 Selim I Groźny 1520 |
| Patriarcha Konstantynopola        | - 1513 Teolept I 1522 |
| Władca Korei                      | - 1506 Chungjong 1544 |
| Wielki książę litewski            | - 1506 Zygmunt I Stary 1548 |
| Sułtan Maroka                     | - 1505 Muhammad al-Burtukali 1524 |
| Senior Monako                     | - 1505 Lucjan 1523 |
| Wielki książę moskiewski          | - 1505 Wasyl III 1533 |
| Król Nawarry                      | - 1516 Henryk II 1555 |
| Król Norwegii                     | - 1513 Chrystian II 1523 |
| Sułtan Omanu                      | - 1500 Muhammad ibn Isma’il 1529 |
| Elektor Palatynatu                | - 1508 Ludwik V 1544 |
| Papież                            | - 1513 Leon X 1521 |
| Król Portugalii                   | - 1495 Manuel I 1521 |
| Cesarz Rzymski (niemiecki)        | - 1493 Maksymilian I Habsburg 1519 |
| Kapitanowie Regenci San Marino    | - 1516 Diotallevo Corbelli Sammaritano di Andrea Tini 1517 - 1517 Carlo di Cristofaro Giacomo di Lodovico Calcigni 1517 - 1517 Andrea di Bonifazio Antonio di Maurizio Lunardini 1518 |
| Elektor Saksonii                  | - 1486 Fryderyk I Mądry 1525 |
| Król Szkocji                      | - 1513 Jakub V 1542 |
| Król Szwecji                      | - 1512 Sten Sture Młodszy Svantesson 1520 |
| Król Tajlandii                    | - 1491 Ramathibodi II 1529 |
| Sułtan Turków                     | - 1512 Selim I Groźny 1520 |
| Doża Wenecji                      | - 1501 Leonardo Loredano 1521 |
| Król Węgier                       | - 1516 Ludwik II 1526 |
| Cesarz Wietnamu                   | - 1516 Lê Chiêu Tông 1522 |
| Wielki mistrz zakonu krzyżackiego | - 1510 Albrecht Hohenzollern 1525 |

Rok 1517 / MDXVII
stulecia: XV wiek ~
XVI wiek ~
XVII wiek

lata: 1507 «
1512 «
1513 «
1514 «
1515 «
1516 «
1517
» 1518
» 1519
» 1520
» 1521
» 1522
» 1527

## Wydarzenia w Polsce
- 2 lutego-(15) marca – w Piotrkowie obradował sejm[1].
- 31 października – Sebastian z Felsztyna opublikował w Krakowie pierwszy w Polsce muzyczny podręcznik notacji menzuralnej, oparty na teorii Franchinusa Gaffuriusa)
- Maciej Miechowita wydał Traktat o Dwu Sarmacjach.
- W Krakowie na Rynku odbył się turniej rycerski, w obecności króla i posła cesarskiego, po którym przyjmowano monarchę na ratuszu.
- Przymierze zakonu krzyżackiego z Moskwą wymierzone przeciw Polsce[2].

## Wydarzenia na świecie
- 22 stycznia – bitwa pod Ar-Randanijją: Zwycięstwo sułtana osmańskiego Selima I nad Mamelukami. Podbój Egiptu przez Turków Osmańskich.
- 30 stycznia – po zwycięstwie w bitwie pod Ar-Rajdanijją Turcy Osmańscy zajęli Kair.
- 10 marca – wielki mistrz krzyżacki Albrecht Hohenzollern zawiera przymierze przeciw Polsce z wielkim księciem Moskwy Wasylem III.
- 16 marca – zakończył obrady Sobór laterański V.
- 6 sierpnia – Franciszek Skaryna wydał w Pradze Psałterz, pierwszą książkę w języku starobiałoruskim.
- 31 października – początek Reformacji: Wittenberga – ks. dr Marcin Luter ogłosił w liście do przełożonych 95 tez przeciwko płatnym odpustom a następnie wywiesił je na drzwiach kościoła w Wittenberdze.

- data dzienna nieznana:
  - Turcy zajęli Kair, Mekkę i Medynę.
  - Odkrycie Państwa Majów położonego na półwyspie Jukatan w Ameryce Środkowej przez Francisca Hernandeza Cordobę.
  - Florian Geyer został wyklęty przez Kościół katolicki.

## Urodzili się
- 10 kwietnia – Jan Bernard Bonifacio, włoski humanista, bibliofil, podróżnik, fundator Biblioteki Rady Miejskiej w Gdańsku (zm. 1597)
- 18 czerwca – Ōgimachi (jap. 正親町天皇), cesarz Japonii (zm. 1593)

- data dzienna nieznana: 
  - Krzysztof Bobola, polski szlachcic i rycerz, dziedzic dóbr koło Krosna (zm. 1559)
  - Gioseffo Zarlino, kompozytor i teoretyk włoski z epoki renesansu (zm. 1590)

## Zmarli
- 16 lutego – Elżbieta Jagiellonka, polska królewna, księżniczka litewska, księżna legnicka (ur. 1482)
- 26 lutego – Heinrich Isaac, flamandzki kompozytor epoki renesansu (ur. między 1450 a 1455 )
- 31 października – Fra Bartolomeo, włoski malarz renesansu (ur. 1472)

- data dzienna nieznana: 
  - Jakub Andrzej Boner, polski szlachcic, kupiec i bankier na dworze Zygmunta Starego (ur. ?)